# Джудит (река)
Джу́дит (англ. Judith River) — река в штате Монтана (США), правый приток реки Миссури. Длина реки Джудит составляет 200 км (по другим данным, 208 км).

## География
Река Джудит начинается в горах Литл-Белт, в округе Джудит-Бейсин (Монтана), на высоте 1501 м, при слиянии водотоков Мидл-Форк-Джудит и Саут-Форк-Джудит. После этого река течёт в северо-восточном, а затем в северном направлении, протекая по округам Джудит-Бейсин и Фергус (Монтана). В своём верхнем течении река Джудит протекает через национальные леса Хелена и Льюис-энд-Кларк.
Основными притоками реки Джудит, помимо Мидл-Форк-Джудита и Саут-Форк-Джудита, являются Росс-Форк-Крик (правый приток, впадает на высоте 1123 м), Биг-Спринг-Крик (правый приток, 1030 м), Уорм-Спринг-Крик (правый приток, 949 м) и Вулф-Крик (левый приток, 788 м). Река Джудит впадает в реку Миссури вблизи населённого пункта Уинифред, на высоте 734 м, в 108 км ниже по течению от места впадения реки Марайас.
Площадь водосборного бассейна реки Джудит — около 5200 км². Он охватывает склоны гор Литл-Белт, Биг-Сноуи-Маунтинс, Джудит, Норт-Моккасин и Саут-Моккасин, а также прилегающие к ним равнины.
Средний расход воды в реке Джудит в её нижнем течении вблизи населённого пункта Уинифред — 8,27 м³/c (по усреднённым данным 2001—2013 годов). Наибольший средний расход воды был в 2006 году — 10,1 м³/c.

## Фауна
В реке Джудит водятся микижа (Oncorhynchus mykiss), кумжа (Salmo trutta), американская палия (Salvelinus fontinalis), налим (Lota lota), канальный сомик (Ictalurus punctatus), горный валёк (Prosopium williamsoni), канадский судак (Sander canadensis) и другие рыбы.

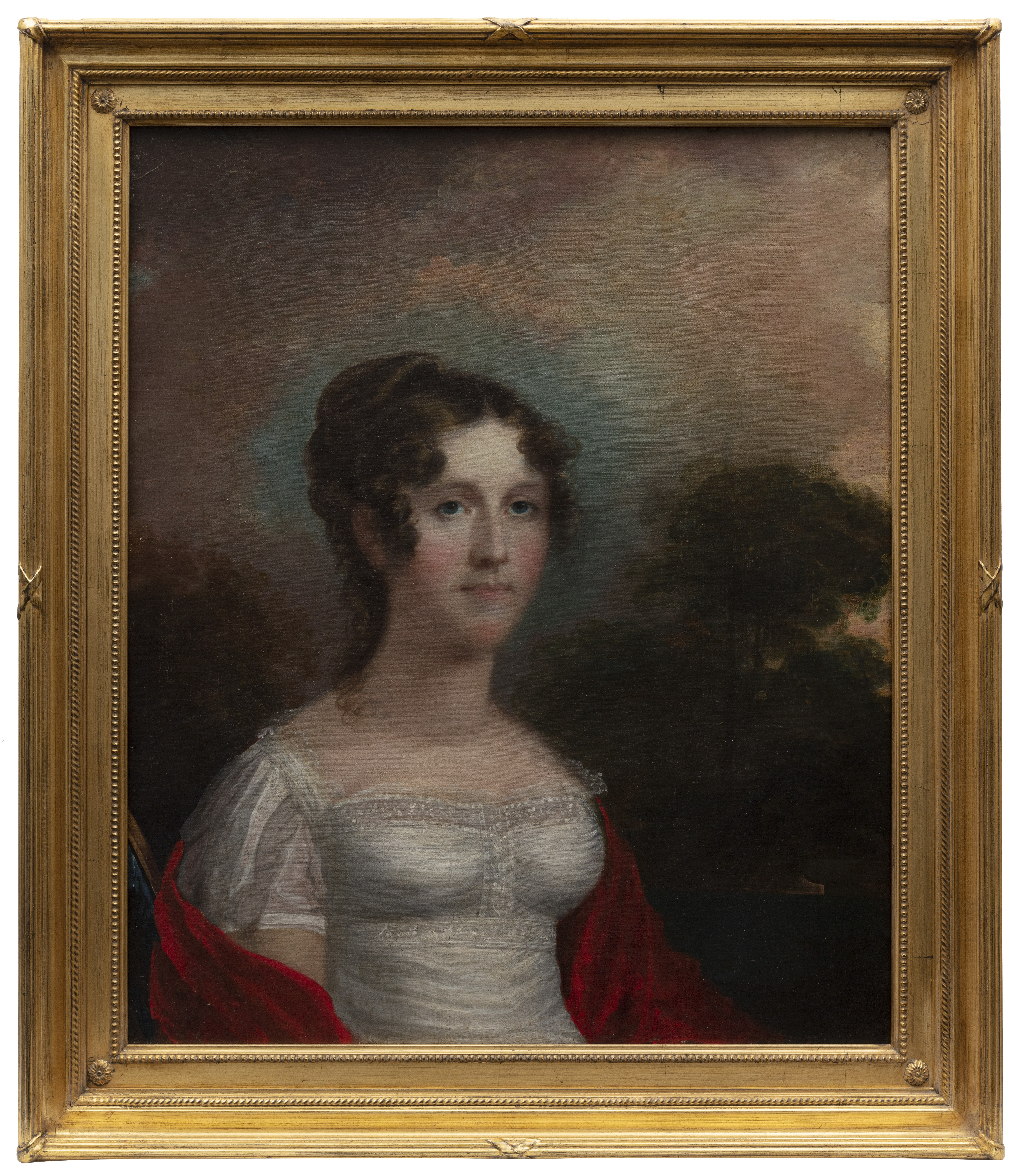
Дж. У. Джарвис. Портрет Джулии Ханкок Кларк

## История
29 мая 1805 года участники экспедиции Льюиса и Кларка, передвигаясь вдоль реки Миссури, пересекли очередной приток, который показался им особенно живописным и прозрачным. Один из руководителей экспедиции, Мериуэзер Льюис, хотел дать этой реке название Биг-Хорн (с англ. — «большой рог»), поскольку в её окрестностях находилось большое количество толсторогих баранов. Однако затем его коллега Уильям Кларк предложил назвать реку в честь его кузины Джулии (Джудит) Ханкок, к которой он был неравнодушен и на которой женился в январе 1808 года, через 16 месяцев после возвращения из экспедиции. Тем же именем были названы находящиеся в верховьях реки горы Джудит. Место, где река Джудит впадает в Миссури, известно под названием Джудит-Лендинг (Judith Landing).